# Astromicin
Astromicin (INN) (cũng thường được tham khảo trong các bài báo trên tạp chí khoa học là hợp chất Fortimicin A / B) là một loại kháng sinh aminoglycoside. Tổng hợp từ Micromonospora olivasterospora (cũng được đặt tên với o bổ sung trong oliv o asterospora).